# لنفوم معده

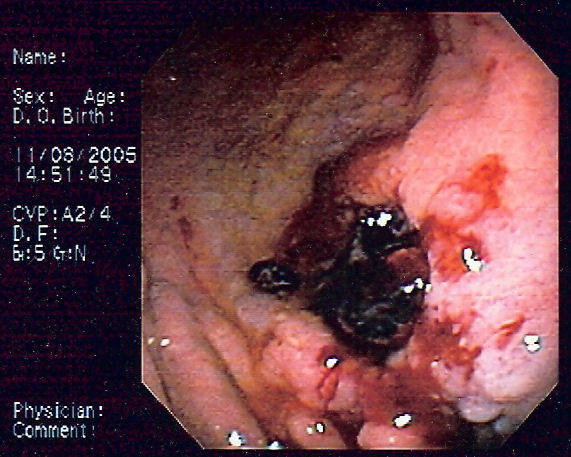
لنفوم معده

لنفوم معده یا (به انگلیسی: Gastric lymphoma) لنفومی است که به‌طور اولیه از خود بافت معده منشأ گرفته باشد؛ این نوع سرطان ناشایع است و حدود ۱۵٪ کل سرطان‌های معده و ۲٪ کل لنفوم‌ها را تشکیل می‌دهد. البته لنفوم متاستاتیک از مکان‌های دیگر به معده شایعتر است. نسبت به سایر قسمت‌های دستگاه گوارش احتمال بروز لنفوم در معده بیشتر است.

## لنفوم بافت لنفاوی لایه مخاطی معده
سرطان بافت لنفاوی لایه موکوزای معده (MALT) که در معده یا در بافت لنفاوی لایه موکوزای معده تأثیر می‌گذارد نوع نادری از لنفوم غیر هوچکین است که توسط لنفوسیت‌های B (نوعی از گلبولهای سفید) تشکیل شده و به‌آرامی در لایه پوشاننده معده تکثیر می‌شود. لایه پوشاننده معده، معمولاً فاقد بافت لنفاوی است، اما این بافت تقریباً همیشه در واکنش نسبت به کولونیزه شدن لایه پوشاننده معده توسط باکتری هلیکوباکتر پیلوری، ظاهر می‌شود. لنفوم MALT تقریباً ۴٪ تمام لنفوم‌ها را تشکیل می‌دهد.
تقریباً تمام بیماران مبتلا به لنفومMALT، به عفونت H. پیلوری نیز مبتلا هستند و خطر گسترش این تومور در افراد مبتلا به H. پیلوری شش برابر افراد غیرمبتلا است. علاوه بر آن تا ۸۰٪ بیماران مبتلا به لنفوم MALT معده، پس از درمان با آنتی‌بیوتیک ضد H. پیلوری بهبود کامل می‌یابند. با توجه به ارتباط قوی این نوع لنفوم با عفونت هلیکوباکتر درمان آن با ریشه کنی هلیکوباکتر می‌باشد. فروکشی پایدار حاصل‌شده با ریشه‌کنی هلیکوباکتر و هم عدم پیشرفت در مبتلایان به بقایای بافت‌شناختی بیماری، امیدوارکننده است.